# Brody Jenner
Pour les articles homonymes, voir Jenner.
Brody Jenner, 21 août 1983 à Los Angeles, est une personnalité américaine de télévision.

## Biographie
Brody Jenner est né le 21 août 1983 à Los Angeles. Il est le fils de l'athlète Bruce Jenner (devenu Caitlyn Jenner) et de Linda Thompson, le frère cadet de Brandon Jenner, le demi-frère de Burt Jenner (en) et Cassandra Jenner, nés du premier mariage de son père, et le demi-frère de  Kendall Jenner et Kylie Jenner, nés du remariage de son père avec Kris Jenner,.

## Vie privée
De 2010 à 2012, il a été en couple avec la chanteuse franco-canadienne, Avril Lavigne,,.
Il a été marié avec la blogueuse américaine Kaitlynn Carter.
En 2023, Il est en couple avec la surfeuse Tia Blanco (en) et il a annoncé sur Instagram le 1er janvier qu'ils attendent leur 1er enfant. Tia donne naissance à leur fille le 29 juillet 2023 à leur domicile à Malibu.